# 로만 보넨

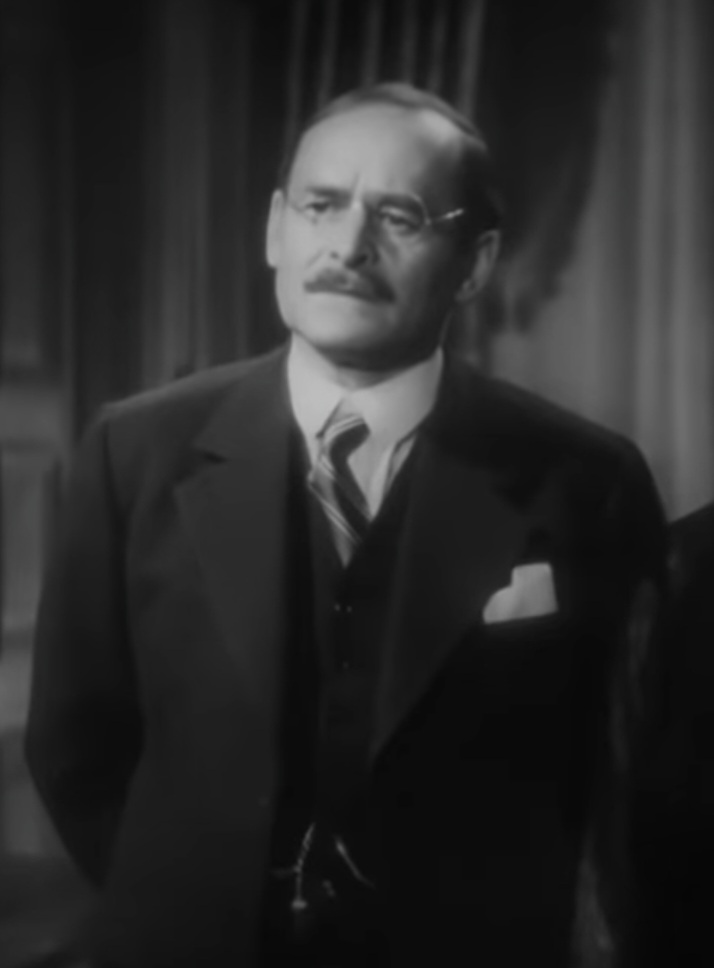

로만 보넨(Roman Bohnen, 1901년 11월 24일 ~ 1949년 2월 24일)은 미국의 배우, 연극 배우이다.
세인트폴에서 태어났으며 할리우드에서 사망하였다. 사인은 심근 경색이다.

## 영화
- 개선문 (1948년)
- 송 오브 러브 (1947년)
- 잔인한 힘 (1947년)
- 더 베스트 이어스 오브 아워 리브스 (1946년) - 팻 데리 역
- 마사 아이버스의 위험한 사랑 (1946년)
- 우리 생애 최고의 해 (1946년)
- 벨 포 아다노 (1945년)
- 논 벗 더 론리 하트 (1944년)
- 털달린 원숭이 (1944년)
- 엣지 오브 다크니스 (1943년)
- 베르나데트의 노래 (1943년)
- 생쥐와 인간 (1939년)